# St. Michael (Markt Berolzheim)

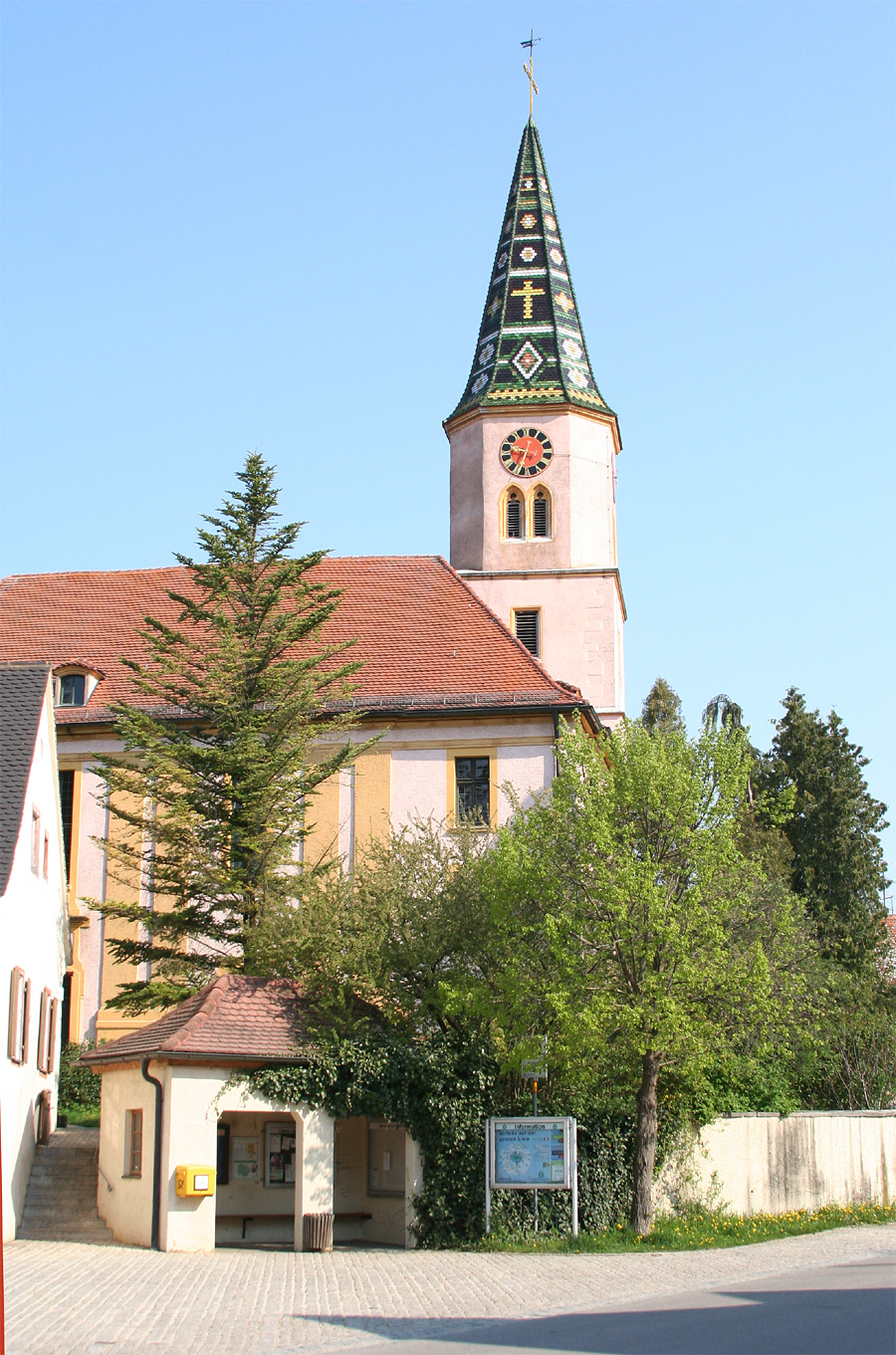
St. Michael (Markt Berolzheim), Bild aufgenommen 2006

Die evangelische, denkmalgeschützte „untere Kirche“ St. Michael steht in Markt Berolzheim im Landkreis Weißenburg-Gunzenhausen (Mittelfranken, Bayern). Das Bauwerk ist unter der Denkmalnummer D-5-77-149-14 als Baudenkmal in der Bayerischen Denkmalliste eingetragen. Die mittelalterlichen und frühneuzeitlichen Befunde im Umfeld der Kirche sind zusätzlich als Bodendenkmal (Nummer: D-5-6931-0471) eingetragen. Das Patrozinium der Kirche ist der Erzengel Michael. Das Bauwerk mit der postalischen Adresse Kirchplatz 3 steht innerhalb des Berolzheimer Ortskerns und umgeben von weiteren denkmalgeschützten Bauwerken auf einer Höhe von 424 Metern über NHN. Die Kirchengemeinde gehört zum Dekanat Pappenheim im Kirchenkreis Nürnberg der Evangelisch-Lutherischen Kirche in Bayern.

## Beschreibung

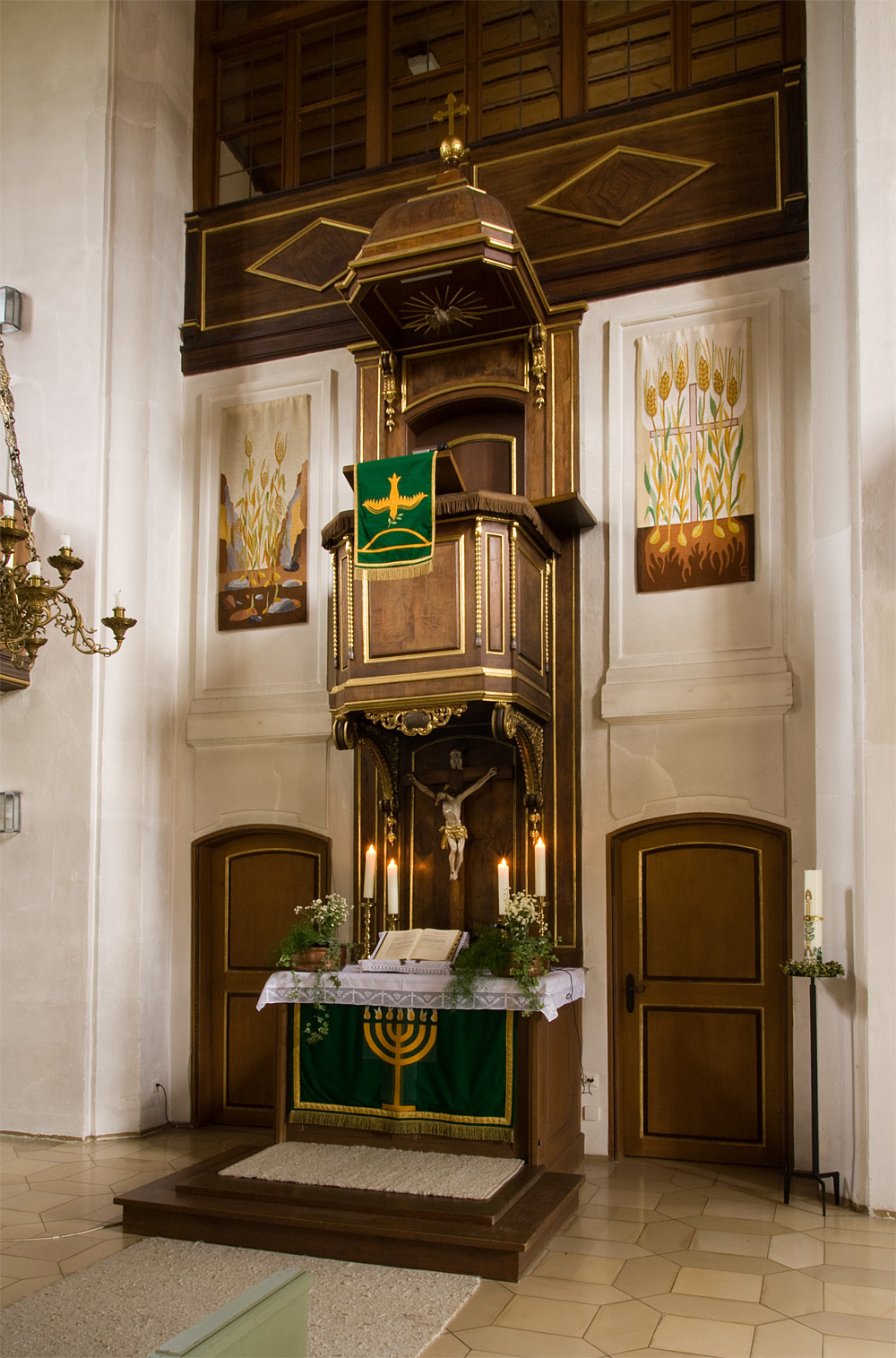
Altar

Das mit Lisenen gegliederte Langhaus der Saalkirche wurde im Markgrafenstil nach Plänen von Johann David Steingruber 1758/60 erbaut. Den Chorflankenturm aus der Mitte des 15. Jahrhunderts ließ er mit einem achteckigen Geschoss, das die Turmuhr und den Glockenstuhl beherbergt, aufstocken und mit einem achtseitigen Knickhelm versehen, der mit glasierten Dachziegeln bedeckt wurde. Der ehemalige, aus der Mitte des 15. Jahrhunderts stammende Chor mit fünfseitigem Schluss wurde abgetrennt und zur Empore für die Orgel umgestaltet. Die Orgel wurde 1869 auf die Empore im Westen verlegt.